# Verka Serdučka
Andrij Mihajlovič Danilko (ukrajinsko Андрій Михайлович Данилко), bolje poznan pod umetniškim imenom Verka Serdučka, ukrajinski pevec in komik; * 2. oktober 1973, Poltava, Ukrajina.
Andrij Danilko nastopa kot namišljen lik Verka Serdučka, ki predstavlja starejšo, drzno in ekstravagantno damo. Sprva je s tem likom nastopal le v Ukrajini, kmalu pa je postal slaven tudi po vsem rusko govorečem območju.

## Življenjepis
Andrij Danilko izhaja iz skromnih razmer. V osnovni šoli je svoji sošolki Ani Serdjuk nekoč obljubil, da bo njeno ime naredil slavno, kar je kasneje storil z nadetjem nadimka Serdučka.
Po končani šoli je nameraval v Kijevu študirati klasično glasbo, a ni bil sprejet in je odšel na tehniško šolo. Kasneje je dve leti in pol obiskoval cirkuško šolo, ki pa je zaprla vrata, preden je Andrij uspel dokončati izobraževanje.
Leta 1997 je z likom Verke Serdučke dobil glavno vlogo v komičnem šovu na ukrajinski televiziji. Oddaja je postala precej priljubljena tudi v Rusiji in Belorusiji. 
Andrij Danilko poje deloma v ruščini deloma v ukrajinščini zlasti o vsebinah, ki se nanašajo na razmere v Ukrajini.

## Pesem Evrovizije
Andrij Danilko je kot Verka Serdučka predstavljal Ukrajino na Pesmi Evrovizije 2007 v Helsinkih. S pesmijo Dancing Lasha Tumbai je zasedel drugo mesto. Besedilo pesmi je bolj ali manj brezsmiselno ter vsebuje dele v ukrajinščini, ruščini, nemščini in angleščini. Besedna zveza lasha tumbai spominja na Russia goodbye (nasvidenje, Rusija), vendar je Andrij to zavrnil, češ da to pomeni v mongolščini tolčena smetana. Po ruski invaziji na Ukrajino 2022 je Andrij besedie lasha tumbai spremenil v Russia goodbye. Po izboru je izmed vseh skladb Evrovizije 2007 postala tržno najuspešnejša ravno ukrajinska pesem. Uvrstila se je, na primer, na 28. mesto glasbene lestvice v Veliki Britaniji in na 6. mesto na Švedskem.
V Ukrajini so po izboru Verke Serdučke za evrovizijskega predstavnika izbruhnili protesti in celo nekateri poslanci so izrazili nestrinjanje z izbiro.

## Diskografija

### Albumi
- 2002: Ja roždena dlja ljubvi
- 2003: Čita drita
- 2003: Ha-ra-šo!
- 2006: Tralli-Valli
- 2007: Dancing Lasha Tumbai
- 2008: Do-Re-Mi

### Kompilacije
- 2002: Verka Serduchka Best: Neizdannoe
- 2003: Музыкальный Олимп (Muzikalnij Olimp)